# Central Hettinger (Dakota del Norte)
Central Hettinger es un territorio no organizado ubicado en el condado de Hettinger en el estado estadounidense de Dakota del Norte. En el Censo de 2010 tenía una población de 40 habitantes y una densidad poblacional de 0,22 personas por km².

## Geografía
Central Hettinger se encuentra ubicado en las coordenadas 46°21′42″N 102°36′34″O / 46.36167, -102.60944. Según la Oficina del Censo de los Estados Unidos, Central Hettinger tiene una superficie total de 185.48 km², de la cual 185.24 km² corresponden a tierra firme y (0.13%) 0.25 km² es agua.

## Demografía
Según el censo de 2010, había 40 personas residiendo en Central Hettinger. La densidad de población era de 0,22 hab./km². De los 40 habitantes, Central Hettinger estaba compuesto por el 100% blancos, el 0% eran afroamericanos, el 0% eran amerindios, el 0% eran asiáticos, el 0% eran isleños del Pacífico, el 0% eran de otras razas y el 0% pertenecían a dos o más razas. Del total de la población el 0% eran hispanos o latinos de cualquier raza.